# Adolfo López Mateos, Copainalá
Adolfo López Mateos är en ort i Mexiko.   Den ligger i kommunen Copainalá och delstaten Chiapas, i den sydöstra delen av landet, 700 km öster om huvudstaden Mexico City. Adolfo López Mateos ligger 1 315 meter över havet och antalet invånare är 222.
Terrängen runt Adolfo López Mateos är kuperad åt nordväst, men åt sydost är den bergig. Runt Adolfo López Mateos är det ganska glesbefolkat, med 47 invånare per kvadratkilometer. Närmaste större samhälle är Copainalá, 9,4 km söder om Adolfo López Mateos. I omgivningarna runt Adolfo López Mateos växer i huvudsak städsegrön lövskog.